# Stazione di Torregaveta
Stazione di Torregaveta vasútállomás Olaszországban, Bacoli településen.

## Vasútvonalak
Az állomást az alábbi vasútvonalak érintik:
- Circumflegrea-vasútvonal
- Cumana-vasútvonal

## Kapcsolódó állomások
A vasútállomáshoz az alábbi állomások vannak a legközelebb:
- Stazione di Lido Fusaro (Stazione di Montesanto (SEPSA), Circumflegrea-vasútvonal, nem látogatható)
- Stazione di Fusaro (Stazione di Montesanto (SEPSA), Cumana-vasútvonal)